# Sonic Chaos
Sonic the Hedgehog Chaos är ett plattformsspel utgivet till Sega Master System, och utgecklat av Aspect och utgivet av Sega i Europa den 25 oktober 1993. Spelet utgavs senare till Sega Game Gear i Japan den 19 november 1993 som Sonic & Tails (ソニック&テイルス Sonikku to Teirusu?), och i Nordamerika den 23 november 1993 Sonic Chaos och i Europa till Sega Game Gear i november 1993 under samma namn som i Nordamerika. Spelet var det sista Sonic-plattformsspelet till Sega Master System som släpptes i Europa.

## Handling
Dr. Robotnik har stulit kaossmaragden. Förstörelse hotar Södra ön, och Sonic och Tails måste stoppa honom innan det är för sent.

### Fotnoter
1. ↑  ”Sonic the Hedgehog Chaos” (på engelska). Mobygames. 11 mars 1993. http://www.mobygames.com/game/sonic-the-hedgehog-chaos. Läst 11 juni 2014.